# Axo
Axo var en stor tillverkare av kundvagnar i Sverige. Fram till 2003 köpte de allra flesta svenska snabbköp och varuhus kundvagnar från Axo. Axo kundvagn var under många år den klassiska svenska kundvagnen som fanns i stort sett överallt. Under årens lopp förändrades Axo-kundvagnar något till sitt utseende men behöll sitt typiska snitt. De första vagnarna var i dagens förhållande ganska små. Dessa blev större under slutet på 1960-talet. Under andra halvan av 1970-talet kan man se på hjulen att de fick ett lite annat utseende och blev också bruna. Detta utseende höll sig under 1980-talet men samtidigt togs det också fram en lite större variant för större varuhus. Under slutet av 1980-talet togs en ny variant fram som hade lite mer plast på sidorna vid handtaget och hjulen blev åter grå i samband med denna generation. Några år senare under 1990-talet togs också fram en ännu större variant avsedda för stormarknader. Efter 2003 har tillverkningen lagts ned och konkurrerande företag har tagit över, framförallt Wanzl har tagit över den svenska marknaden på kundvagnar.